# Dahd Sfeir
Dahd Sfeir (Montevideo, 20. srpnja 1931. – Montevideo, 17. kolovoza 2015.) bila je urugvajska pjevačica, filmska i kazališna glumica libanonskog podrijetla. Bila je poznata po pseudonimu Ducho, kojim se potpisivala za glumu u većini filmova.

## Životopis
Rođena je i odrasla u obitelji libanonskih useljenika u Montevideu. Studirala je kazališnu i glazbenu umjetnost na Umjetničkoj školi u Montevideu. Pjevački se usavršavala u Venezueli, Brazilu i Argentini, te filmski od 1973. do 1985. na Kubi i u SAD-u.
1996. u Washingtonu je dobila nagradu "Helen Hayes" za najbolju kazališnu glumicu u mjuziklu Mano a mano.
S urugvajskim piscem Marijom Bendettijem je tijekom Vojne diktature boravila u Italiji i Španjolskoj, gdje je pjevala šansone, šlagere i pjesme na njegove riječi. Nastupila je u brojnim španjolskim i portugalskim kazalištima.
Umrla je u rodnom Montevideu, 17. kolovoza 2015., u 83. godini života.